# Töcksmarks kyrka
Töcksmarks kyrka är en kyrkobyggnad som hör till Töcksmarks församling i Karlstads stift. Kyrkan ligger på en udde i sjön Töck, i västra delen av samhället Töcksfors, omkring fem kilometer från norska gränsen.

## Medeltidskyrkan
På samma plats där nuvarande kyrka ligger fanns en medeltida träkyrka. Enligt ett visitationsprotokoll från 1717 var den en långhuskyrka, utvändigt beklädd med spån och tjärstruken. På långhusets vardera sida fanns fyra rundbågade fönster som satt relativt högt upp. Tornet var högt och spetsigt och hade en kyrkklocka. 1764 utökades kyrkan med korsarmar. I början av 1800-talet var kyrkan i så dåligt skick att man lät riva den och bygga en ny.

## Nuvarande kyrka
Nuvarande kyrka uppfördes 1819 - 1821 i liggtimmer som en korskyrka med tresidigt avslutat kor i öster och kyrktorn i väster. En separat sakristia tillbyggdes först på 1880-talet i vinkeln mellan norra och östra korsarmen. 1981 ersattes den av nuvarande sakristia. Huvudingången ligger i väster och går via tornets bottenvåning. Ännu en ingång finns på den södra korsarmsgaveln. Kyrkans exteriör är tämligen välbevarad. Den stående panelen är vitmålad under skiffertäckta sadeltak. Kyrktornet är avtrappat i tre språng och täcks av skiffertak. Högst upp finns en lanternin krönt av ett kors med kulor och stavar. Under lanterninen finns en avsats med fyra urtavlor - en urtavla åt varje väderstreck.
Kyrkorummet täcks av två korsade tunnvalv med slätpanel och profilerad taklist. Vid restaureringen 1924 - 1925 framtogs dekorativa och figurativa målningar från byggnadstiden i valven och kring fönsteröppningarna.

## Inventarier
- Dopfunten av täljsten är daterad till mitten av 1100-talet. Den har fyrkantig cuppa med rundade hörn och står på fyra ben. I dopfuntens mitt finns uttömningshål.
- Nattvardskärlets fot är från 1500-talet. Tillhörande paten är troligen från 1600-talet.
- En mässhake i svart sammet är från 1800-talet.
- Ett rökelsekar av malm är från 1200-talet.
- Altaruppsatsen är ursprungligen ett barockarbete från 1730-talet, men kompletterades 1819 med ny underdel, skulpterad av bonden Olof Persson i Östervallskog, som också förfärdigade två basunblåsande änglar.
- Predikstolen tillverkades 1859 av Anders Andersson i Stenbyn.

## Orgel
- Man använde innan 1946 års orgel ett harmonium.
- Nuvarande orgel är byggd av H Lindegren, Göteborg och installerades 1947. Orgeln är mekanisk och har 13 stämmor, två manualer samt pedal.

| Huvudverk I   | Svällverk II  | Pedal        | Koppel |
| Gedackt 8’    | Rörflöjt 8’   | Subbas 16’   | I/P    |
| Principal 4’  | Gemshorn 4’   | Gedackt 8’   | II/P   |
| Kvinta 2 2⁄3’ | Blockflöjt 2’ | Principal 4' | II/I   |
| Oktava 2’     | Mixtur 4 kor  |              |        |
| Corno 8'      |               |              |        |

### Webbkällor
- Länsstyrelsen Värmland
- byggnadspresentation
- anläggningspresentation